# لاری (توسکانی)
لاری (به ایتالیایی: Lari) یک کومونه در ایتالیا است که در توسکانی واقع شده‌است.

## خصوصیات
لاری ۴۵٫۱ کیلومترمربع مساحت و ۱٬۱۱۰ نفر جمعیت دارد و ۱۳۰ متر بالاتر از سطح دریا واقع شده‌است.